# Serrat Castellar
El Serrat Castellar és una serra situada al municipi de Ger, a la comarca de la Baixa Cerdanya, amb una elevació màxima de 1.810 metres.